# Sphaeridium candidulum
Sphaeridium candidulum är en svampart som beskrevs av Sacc. & Roum. 1886. Sphaeridium candidulum ingår i släktet Sphaeridium, divisionen sporsäcksvampar och riket svampar.   Inga underarter finns listade i Catalogue of Life.